# شهاب (موشک)

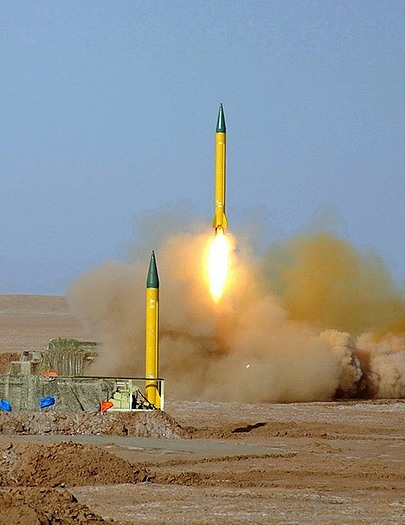
شهاب ۳

شهاب یک دسته از موشک‌هایی با برد کوتاه تا بلند است که از سال ۱۹۸۸ به خدمت گرفته می‌شود.

شش نوع مختلف از این دسته وجود دارد :
- شهاب ۱
- شهاب ۲
- شهاب ۳
- شهاب ۴
- شهاب ۵
- شهاب ۶ (طغیان)